# لاري بف
لاري بف (بالإنجليزية: Larry Pugh)‏ هو لاعب كرة قدم أمريكية أمريكي، ولد في 5 نوفمبر 1943 في نيو كاسل في الولايات المتحدة.